# Шерстюк Федір Юхимович
Фе́дір Юхи́мович Шерстю́к (* 1904 — ?) — український історик.

## Біографічні відомості
Родом із села Грицаківка на Сумщині. 1931 року закінчив Сумський педагогічний інститут.
У 1938—1945 роках працював в Інституті історії АН УРСР, від 1949 року був співробітником Інституту історії партії ЦК Компартії України.

## Праці
- «Устим Кармалюк» (1943).
- «Олександр Пархоменко» (1944).
- «Становище робітничого класу і робітничий рух на Україні в другій половині XIX ст.» (1948).
- «Партійне будівництво на Україні в 1926—1929 pp.» (1960).